# Гатмен, Дэн
Дэн Гатмен, англ. Dan Gutman (род. 19 октября 1955, Нью-Йорк) — плодовитый американский детский писатель. По состоянию на начало 2013 г. Гатмен написал 109 книг, как художественных, так и других, опубликованных в таких крупных издательствах, как Penguin Books, Macmillan, Scholastic Press и HarperCollins. Сюжеты многих из его книг так или иначе связаны с бейсболом.
Окончил Ратгерский университет. В настоящее время Гатмен живёт в посёлке Хэддонфилд (en:Haddonfield, New Jersey), штат Нью-Джерси, с женой и двумя детьми.
До того, как посвятил себя писательской карьере, в течение 15 лет был газетным колумнистом, а в 1981 г. даже начал выпускать журнал по видеоиграм, как он сам сказал в интервью сайту scholastic.com. Его колонки регулярно публиковались в компьютерных журналах.
В США наибольшую известность получила серия его детских повестей «Приключения бейсбольной карточки» (Baseball Card Adventure). Каждая из книг серии связана с путешествием детей во времени, чтобы встретиться с той или иной бейсбольной легендой. По первой из книг серии, посвящённая встрече с Хонасом Вагнером, был поставлен телефильм.
Также Гатмен — автор более 20 книг в серии «Моя странная школа» (en:My Weird School)., серии «Миллион долларов» (Million Dollar) о детях, которые выигрывают миллион долларов в различных спортивных мероприятиях. Наконец, среди его бестселлеров — серии «Досье гения» (en:The Genius Files) и «Машина времени для домашней работы» (The Homework Machine). В последней, как следует из названия, дети пользуются машиной времени, чтобы выполнить домашнюю работу для школы.